# Cmentarz ewangelicki w Siemianowicach Śląskich
Cmentarz ewangelicki w Siemianowicach Śląskich – cmentarz założony w 1886 roku w Siemianowicach Śląskich, wpisany do rejestru zabytków nieruchomych województwa śląskiego.

## Historia
Teren pod cmentarz został wytyczony w 1886 roku dość daleko od centrum miasta, przy drodze do Parku Pszczelnik. Nekropolię poświęcono w 1887 roku. W 1890 roku na przecięciu alej umieszczono krucyfiks, ufundowany przez braci Richarda i Wilhelma Fitznerów, co poświadcza inskrypcja u podstawy cokołu. Na cmentarzu zachowały się nagrobki z końca XIX wieku; jednak wiele nagrobków jest w złym stanie, część inskrypcji jest nieczytelna. W 2020 roku nekropolia została wpisana do rejestru zabytków nieruchomych województwa śląskiego. Cmentarz jest nadal wykorzystywany do celów grzebalnych.

### Pochowani
- fundatorzy gminy ewangelickiej Siemianowic[3]
- rodzina Fitznerów: Richard[5] i Wilhelm junior z żoną Anną[3] oraz ich syn Max[5]
- Gustaw Kramer, księgowy[4]
- Theodor Meyer, dyrektor kopalni[4]
- Erich Nagel, dyrektor kopalni[4]
- Jan Pellar, inżynier[4]
- Jerzy Pilarski, radca Konsystorza Kościoła Ewangelicko-Augsburskiego w Polsce[7]
- Richard Radmann, naczelny lekarz[4]

## Architektura
Cmentarz wytyczono na planie prostokąta o powierzchni 62,15 a, przez środek biegnie jedna szeroka aleja od bramy wejściowej, z którą krzyżuje się druga aleja w połowie jej długości. Na ich przecięciu znajduje się pięciometrowy cynowy krucyfiks na kamiennym postumencie. Z tyłu cokołu znajduje się inskrypcja „1890”. Na frontowej części cokołu umieszczono tablicę z czarnego marmuru z inskrypcją: Ich bin die Auferstehung und das Leben. Wer an mich glaubt der wird leben ob er gleich stürbe (pol. Jam jest Zmartwychwstanie i Żywot. Kto we mnie wierzy, choćby i umarł żyć będzie), będącą cytatem z Ewangelii według świętego Jana.
Na końcu głównej alei znajduje się grobowiec, kryjący prawdopodobnie prochy Richarda Fitznera. Przy krawędzi nekropolii znajduje się kaplica cmentarna.

## Galeria

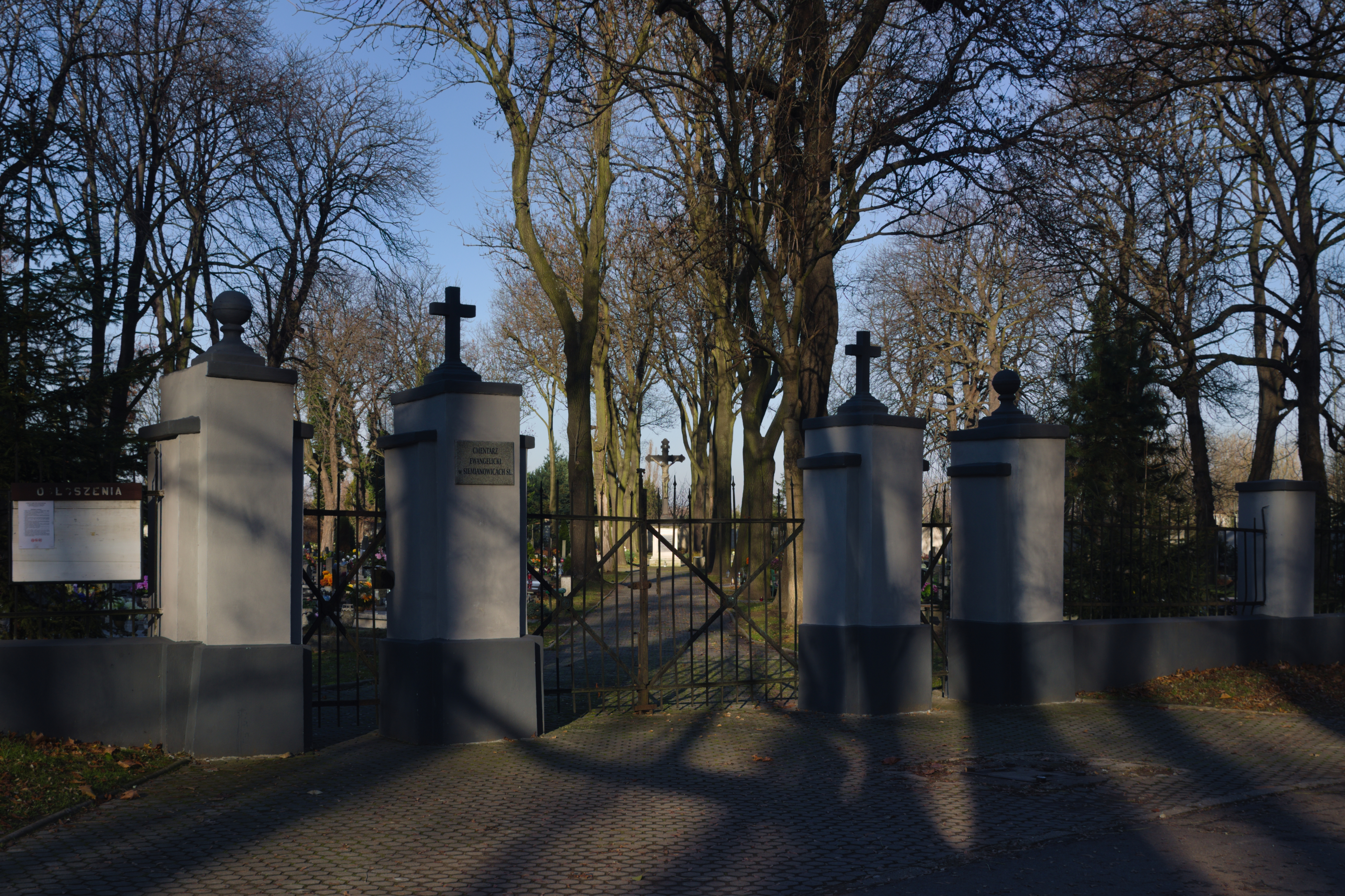
Brama wejściowa (2020)
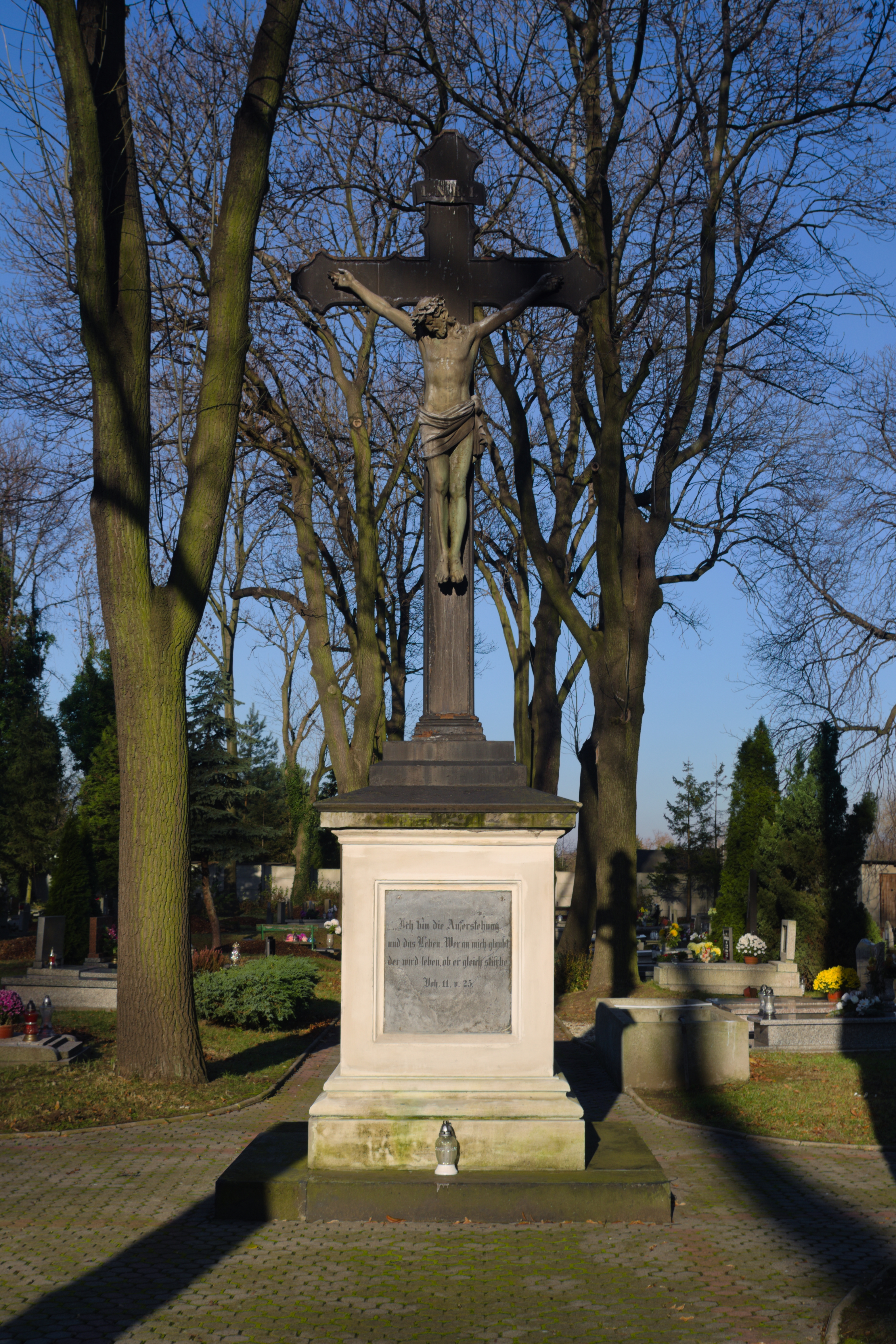
Krzyż w głównej alejce (2020)
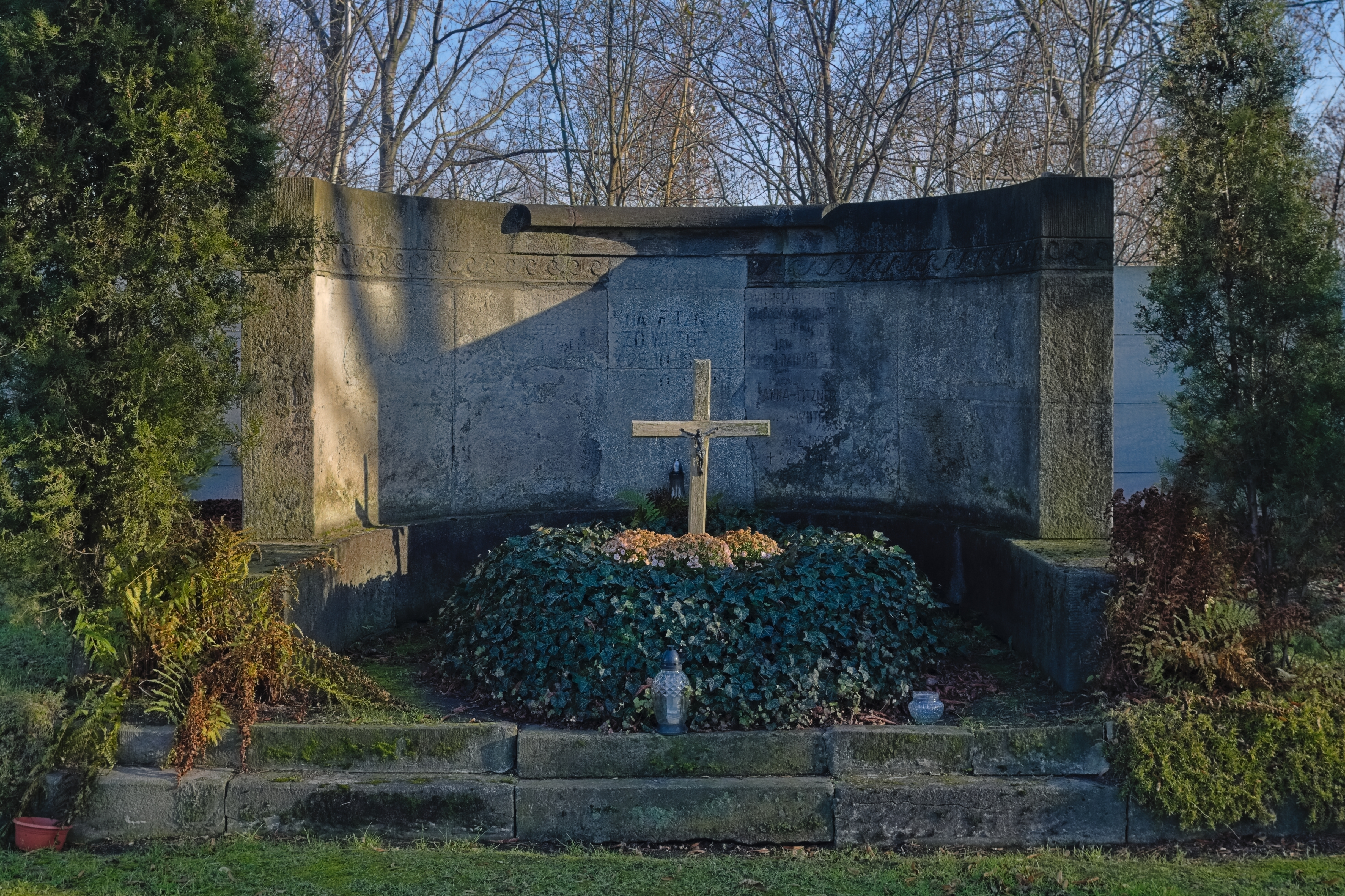
Grób rodziny Fitznerów (2020)
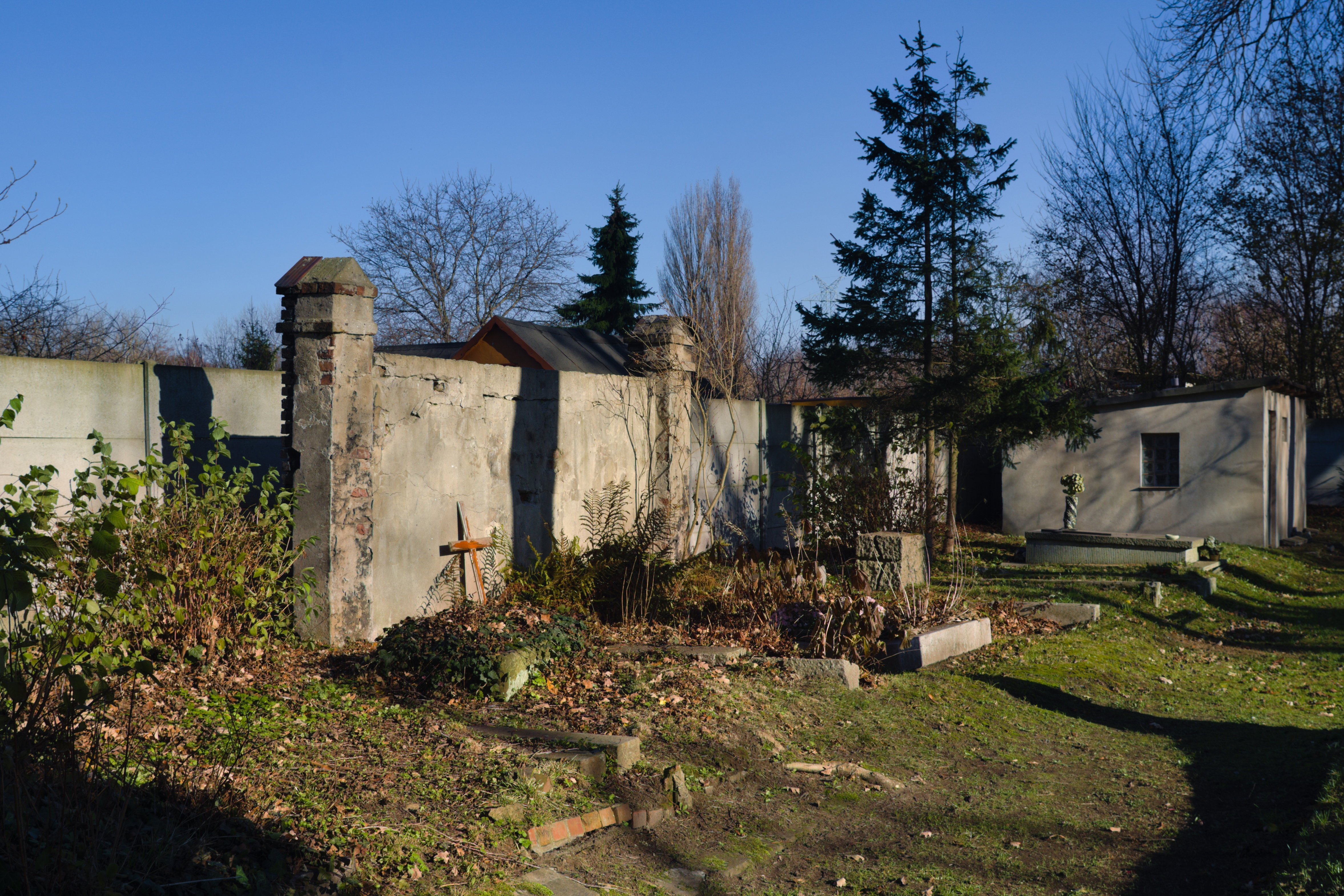
Prawdopodobny grób Richarda Fitznera (2020)
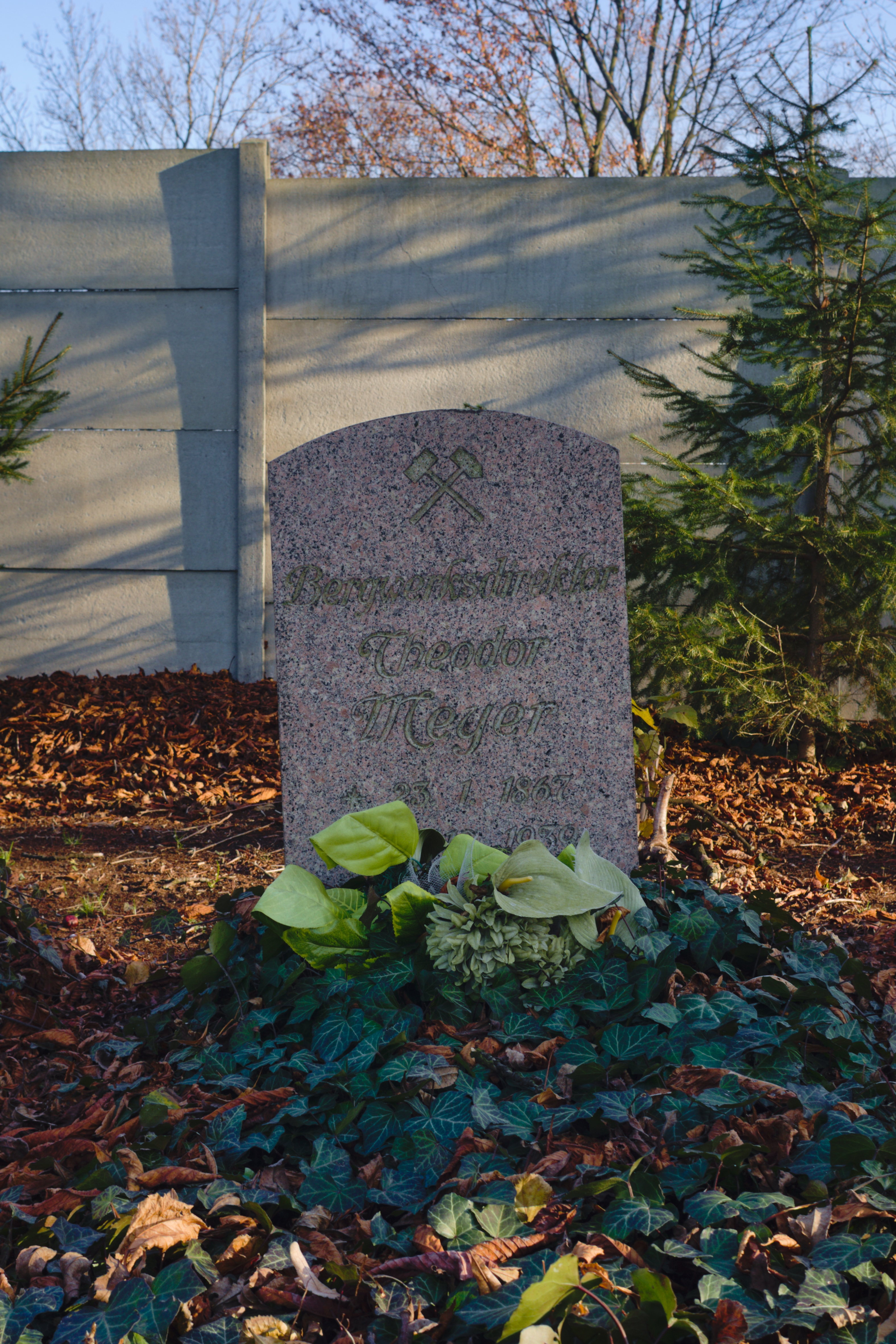
Grób Theodora Meyera (2020)
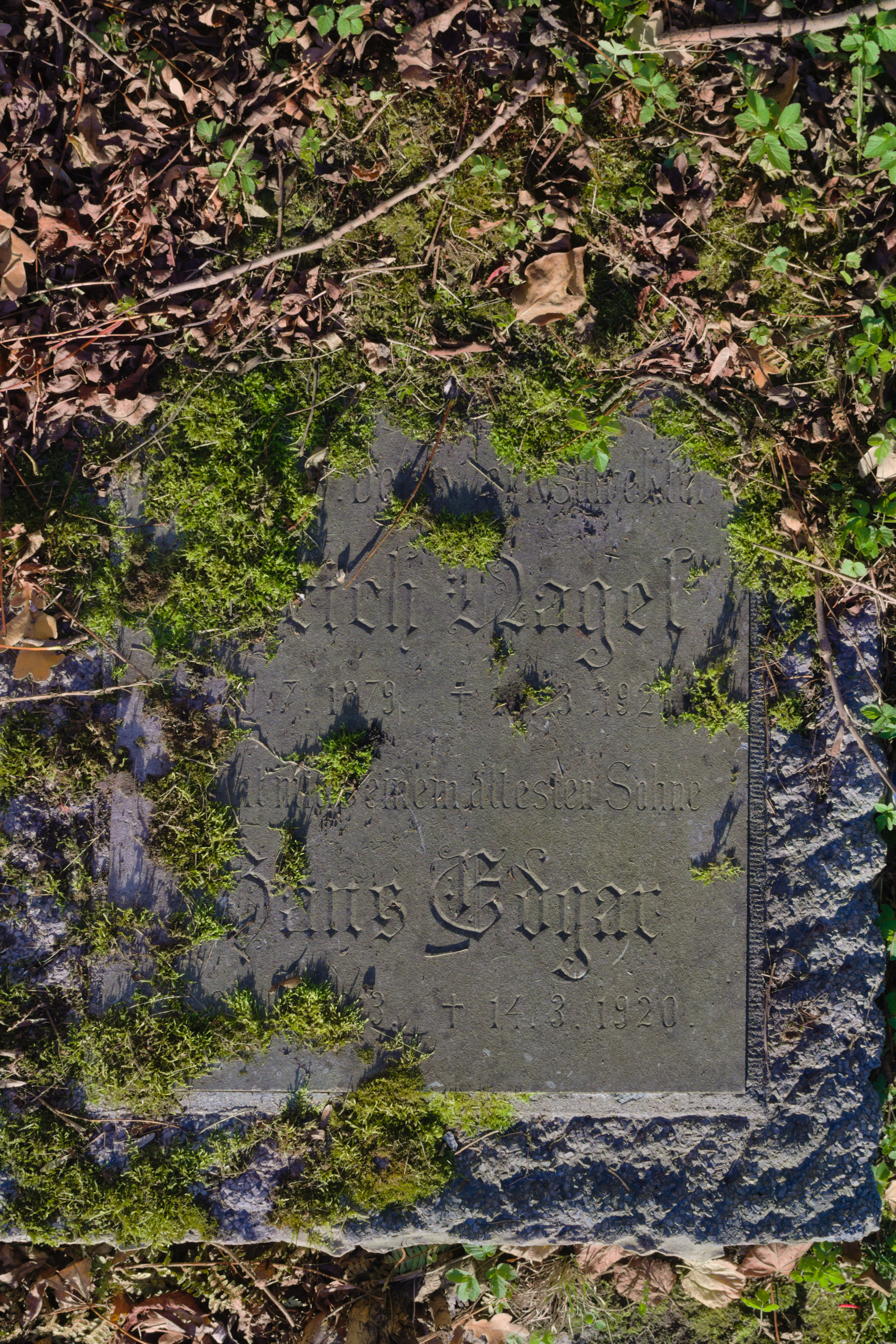
Płyta nagrobna Ericha Nagela i jego syna Hansa Edgara (2020)
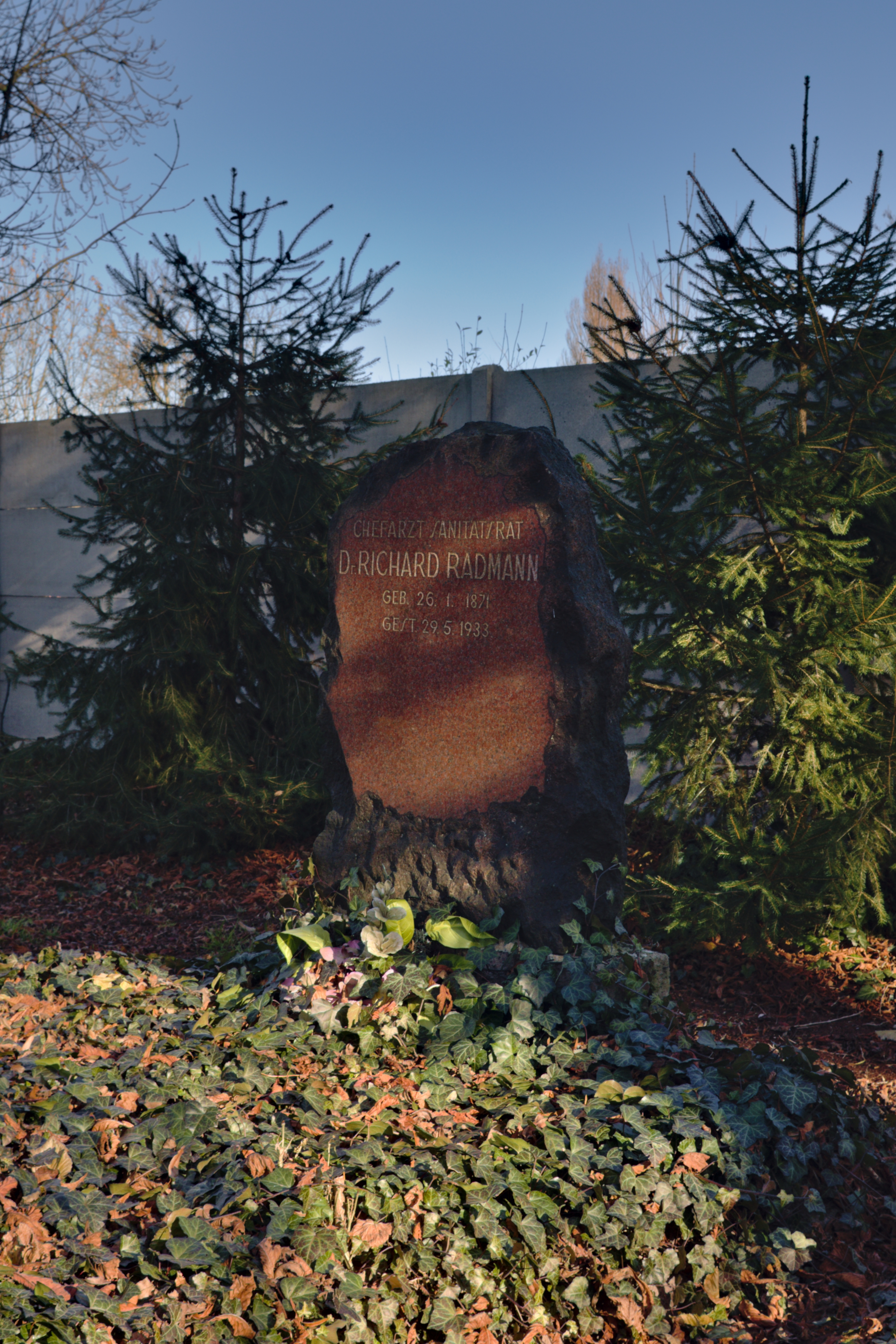
Grób Richarda Radmanna (2020)